# Evangelisch-lutherische Kirche Šilutė
Die Evangelisch-lutherische Kirche Šilutė (litauisch Šilutės evangelikų liuteronų bažnyčia) ist eine Evangelisch-lutherische Kirche  im Zentrum der Stadt Šilutė (Heydekrug) in Litauen.

## Kirchengebäude

### Baugeschichte
Im benachbarten Werden (litauisch: Verdainė) gab es schon im Mittelalter eine Kirche, an der seit 1588 evangelische Pastoren bezeugt sind. Die zweite Pfarrstelle in Werden war bis 1913 mit dem für Heydekrug zuständigen Pfarrer besetzt. Nach einer Zeit der Selbständigkeit der Kirchengemeinde Heydekrug wurden beide Gemeinden 1939 wieder zusammengelegt.
1913 wurde der Grundstein für die Kirche von Heydekrug gelegt, die ursprünglich als Kaiser-Wilhelm-Jubiläumskirche gedacht war. Nach einem Baustopp im Ersten Weltkrieg wurde der Bau 1924 fortgesetzt und 1926 vollendet. Das Grundstück für die Kirche stellte der Verleger und Mäzen Hugo Scheu (litauisch Hugo Šojus) kostenlos zur Verfügung.

### Baubeschreibung
Der Architekt Curt Gutknecht errichtete die Kirche im neugotischen Stil. Es handelt sich um einen massiven verputzten Bau mit halb eingezogenem Turm, der 50 Meter hoch ist.
Der Innenraum hat ein Tonnengewölbe, das auf acht Säulen ruht, mit denen auch die Emporen verbunden sind. Altar und Kanzel sind aus Ebenholz. Über dem Altar befindet sich ein überlebensgroßer geschnitzter Kruzifixus.
Die gesamte künstlerische Ausgestaltung des Kircheninnern stammt vom Königsberger Professor Richard Pfeiffer.

### Fresko

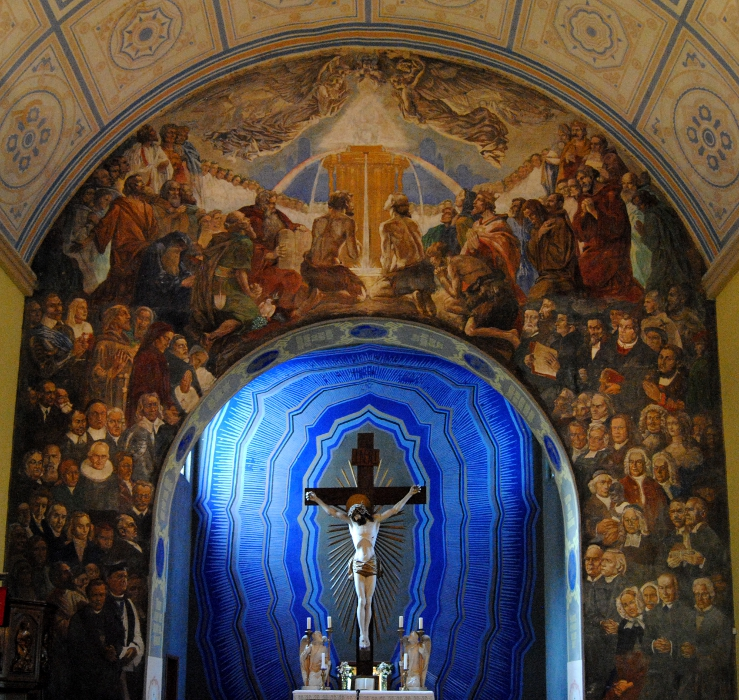
Fresko von Richard Pfeiffer

Der Kircheninnenraum wird beherrscht von dem die Altarnische umgebenden einzigartigen Fresko von Richard Pfeiffer. Auf einer Fläche von achtzig Quadratmeter sind 120 überlebensgroße Figuren abgebildet, darunter rund 80 Porträts von Persönlichkeiten der Kirchengeschichte, das die Gemeinschaft der Heiligen symbolisieren. In der Mitte über dem Altar knien Adam und Eva vor dem Lamm Gottes, rechts und links schließen sich biblische und historische Personen an, darunter die Reformatoren Martin Luther und Johannes Calvin sowie Paul Gerhardt, Lucas Cranach und Albrecht Dürer, Johann Sebastian Bach und Georg Friedrich Händel, August Hermann Francke, Nikolaus Ludwig von Zinzendorf, Friedrich Bodelschwingh, Matthias Claudius, Amalie Sieveking und viele andere. Es ging dem Künstler um eine Darstellung der anbetenden Kirche.
Auch die übrige Kirche – so über der Orgel und den Eingängen – ist mit biblischen Gleichnissen und Symbolen vom selben Künstler ausgemalt.

### Orgel

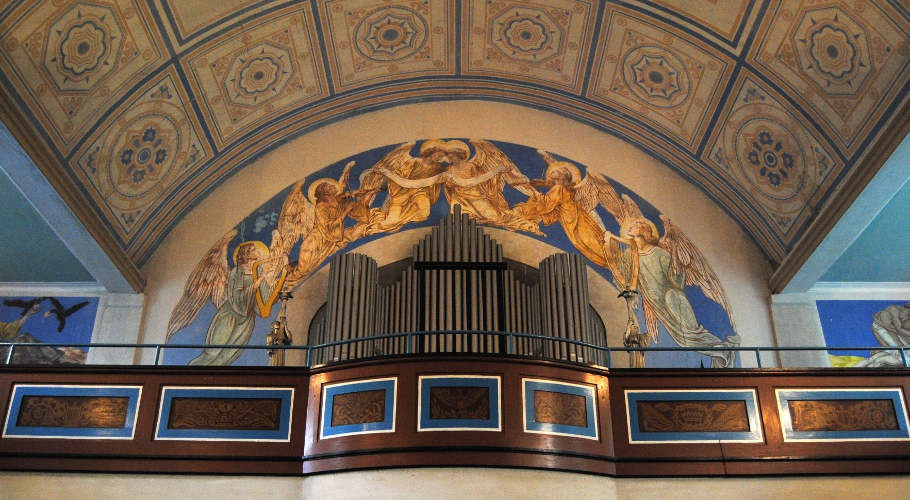
Orgel

Die Orgel entstand zur Zeit des Kirchenbaus. Sie war eines der letzten Werke des Orgelbaumeisters Eduard Wittek (1857–1927) aus Elbing (heute polnisch: Elbląg), der dort die Orgelbauanstalt von August Terletzki übernommen hatte.
Das Instrument verfügt über eine pneumatische Traktur, wobei die üblichen Spielhilfen vorhanden sind. Bis vor 2002 befand sich die Orgel in unspielbarem Zustand. Danach wurde versucht, sie zu reparieren, wobei allerdings 2003 durch einen Wasserschaden die Hauptwerkswindlade total durchnässt wurde. Anlässlich einer Reparatur im gleichen Jahr wurde vom Gebläse zum Spieltisch ein Bypass angelegt.
Derzeit wird das Instrument nur für einfache Begleitung im Gottesdienst als geeignet befunden. Eine generelle Restaurierung steht noch aus.
Disposition der Orgel
| 1. Manual C–f3  |     |  |
| Bordun          | 16′ |  |
| Prinzipal       | 8′  |  |
| Gambe           | 8′  |  |
| Konzertflöte    | 8′  |  |
| Oktave          | 4′  |  |
| Rohrflöte       | 4′  |  |
| Kornett 3-4fach |     |  |

| 2. Manual C–f3 |    |  |
| Schalmye       | 8′ |  |
| Hohlflöte      | 8′ |  |
| Vox coelestis  | 8′ |  |
| Gemshorn       | 8′ |  |
| Liebl. Gedackt | 8′ |  |
| Aeoline        | 8′ |  |
| Flaut travers  | 4′ |  |

| Pedal         |     |  |
| Subbass       | 16′ |  |
| Echobass      | 16′ |  |
| Prinzipalbass | 16′ |  |
| Oktavbass     | 8′  |  |

- Koppeln:
  - Normalkoppeln: II/I, I/P, II/P
  - Superoktavkoppeln: II/I, I
  - Suboktavkoppeln: II/I

## Kirchengemeinde

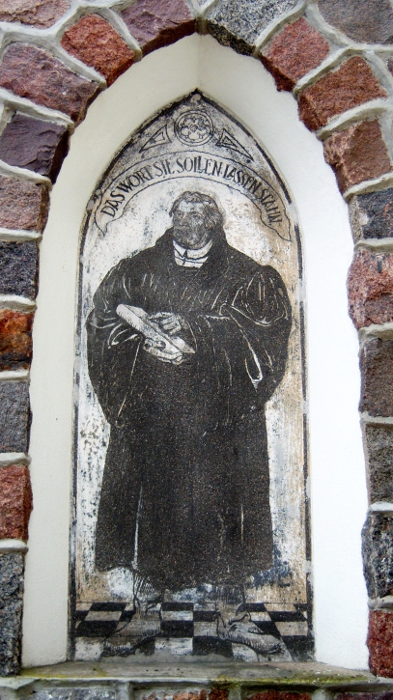
Innenschrift an der Kirche „Das Wort sie sollen lassen stahn“

Bis zum Jahr 1913 wurde Heydekrug mit seinen umliegenden Ortschaften von der 1621 gegründeten Kirche Werden (litauisch: Verdainė) aus versorgt, deren zweite Pfarrstelle für diese Aufgabe vorgesehen war. Im Jahr 1913 wurde Heydekrug selbständig, die Kirchengemeinde war patronatslos und es bestand Gemeindewahl. Im Jahr 1925 zählte die Kirchengemeinde insgesamt 5500 Gemeindeglieder, die in der Stadt und in acht umliegenden Kirchspielorten wohnten. Im Jahre 1939 wurden die Kirchengemeinden Heydekrug und Werden zur Pfarrei Heydekrug-Werden vereinigt.
Bis 1926 gehörte der Kirchenkreis Heydekrug zur Kirchenprovinz Ostpreußen der Kirche der Altpreußischen Union (APU). Nach 1927 wurde für die Gemeinden im Memelgebiet ein eigener Landessynodalverband mit speziellem Konsistorium innerhalb der APU gebildet.
Heute gehört die Kirchengemeinde in Šilutė zur Evangelisch-lutherischen Kirche in Litauen.

### Kirchspielorte
Bis 1945 gehörten zum Kirchspiel der Kirche Heydekrug neun Orte:
| Deutscher Name                         | Litauischer Name |
| -------------------------------------- | ---------------- |
| Adlig Heydekrug                        | Šilutė, dvaras   |
| *Bismarck (=Rupkalwer Moor) (anteilig) | Žalgiriai        |
| Groß Augstumalmoor (anteilig)          | Aukštumalo Pelkė |
| Heydekrug                              | Šilutė           |
| Lapallen                               | Lapaliai         |
| Rupkalwen                              | Rupkalviai       |
| Szieszgirren/Schießgirren              | Šyšgiriai        |
| Szlaszen/Schlaßen                      | Šlažai           |
| Trakseden                              | Traksėdžiai      |

### Pfarrer
In der Zeit von 1913 bis 1945 amtierten an der Kirche Heydekrug als Geistliche:
| - Ludwig Fr. Theodor Eicke, 1913–1943 - Fritz Moser, 1928–1945 - Ernst Daudert, 1943–1945 |

### Kirchenbücher
Die Kirchenbücher der Kirche Heydekrug haben sich größtenteils erhalten und werden im Evangelischen Zentralarchiv in Berlin-Kreuzberg aufbewahrt:
- Taufen: 1913 bis 1926
- Trauungen: 1913 bis 1944
- Begräbnisse: 1913 bis 1944.

## Kirchenkreis Heydekrug

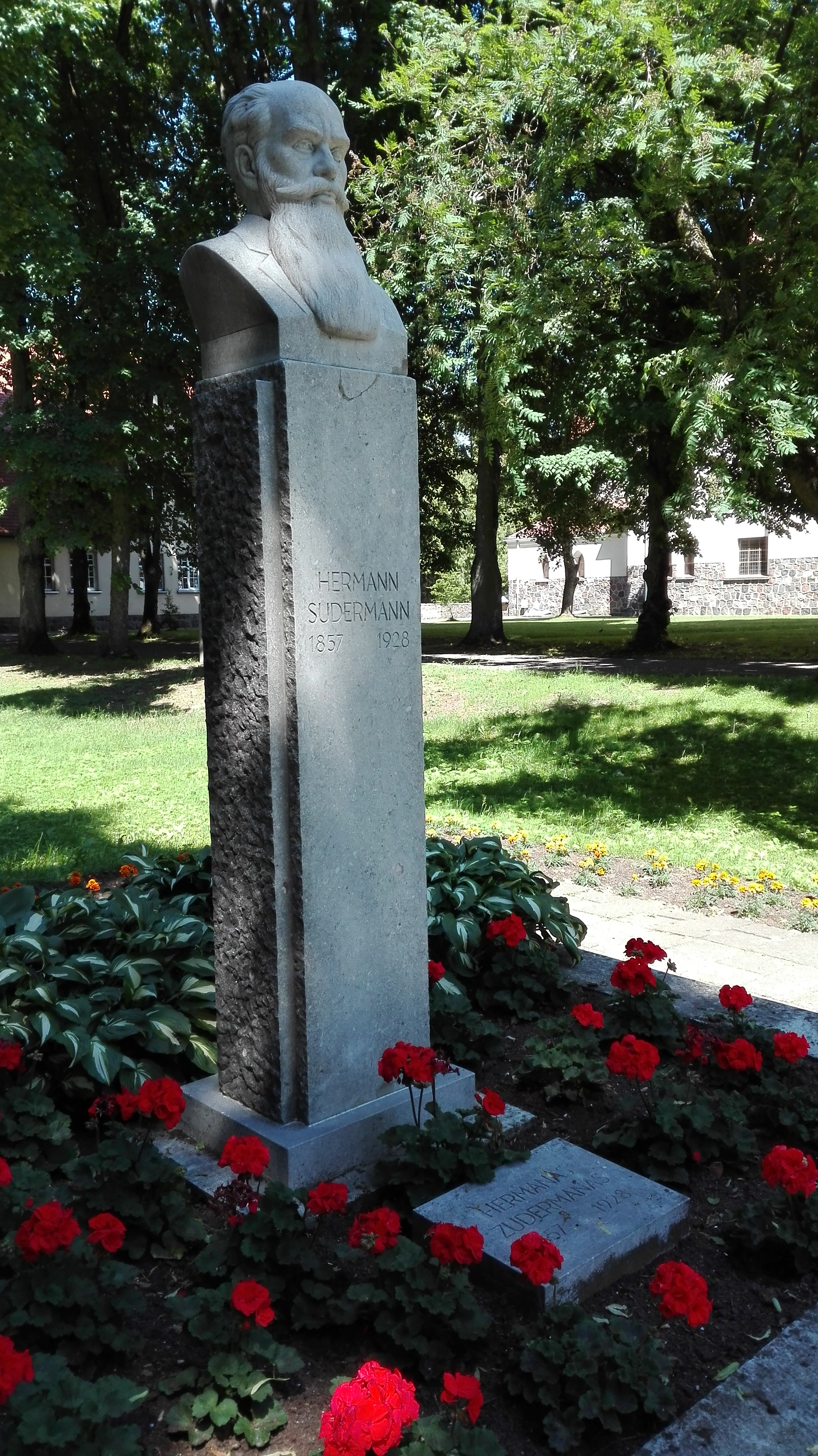
Denkmal in der Nähe der Kirche für den Schriftsteller Hermann Sudermann in Šilutė, Litauen

Vor 1945 (zwischen 1920 und 1939 im Memelland gelegen) war Heydekrug Zentrum eines Kirchenkreises in der Kirchenprovinz Ostpreußen der Kirche der Altpreußischen Union. Zu ihm gehörten neun Kirchspiele:
| Deutscher Name               | Litauischer Name |
| Heydekrug                    | Šilutė           |
| Kinten                       | Kintai           |
| Paleiten                     | Paleičiai        |
| Paszieszen 1939–45: Paßießen | Pašyšiai         |
| Ramutten                     | Ramučiai         |
| Ruß                          | Rusnė            |
| Saugen                       | Saugos           |
| Werden                       | Verdainė         |
| Wieszen 1939–45: Wießen      | Vyžiai           |